# André Lajst
André Lajst (São Paulo, 24 de janeiro de 1986) é um cientista político e presidente executivo da StandWithUs no Brasil. Também atua como palestrante, professor e influenciador digital com temas relacionados a Israel, tendo sido chamado para programas de televisão como The Noite com Danilo Gentili e podcasts como Flow Podcast e Inteligência Ltda.

## Carrera Acadêmica
Doutorando da Universidade de Córdoba (Espanha), em Ciências Políticas e Sociais, com ênfase no processo de paz palestino-israelense. Graduado pela Universidade Reichmann (Israel), na época chamada Centro Interdisciplinar Herzliya, em Governo, Diplomacia e Estratégia, com ênfase em Oriente Médio, é mestre pela mesma instituição em contraterrorismo e segurança nacional. 
Durante sua trajetória, Lajst atuou como oficial acadêmico no departamento de pesquisa e operações da inteligência da Força Aérea de Israel e atuou como pesquisador do Instituto Internacional em Contraterrorismo, (ICT), onde realizou dezenas de pesquisas sobre terrorismo, processo de paz, mundo árabe e a influência dos grupos Hezbollah e Al Qaeda no Brasil.

## Atuação Profissional e Palestras

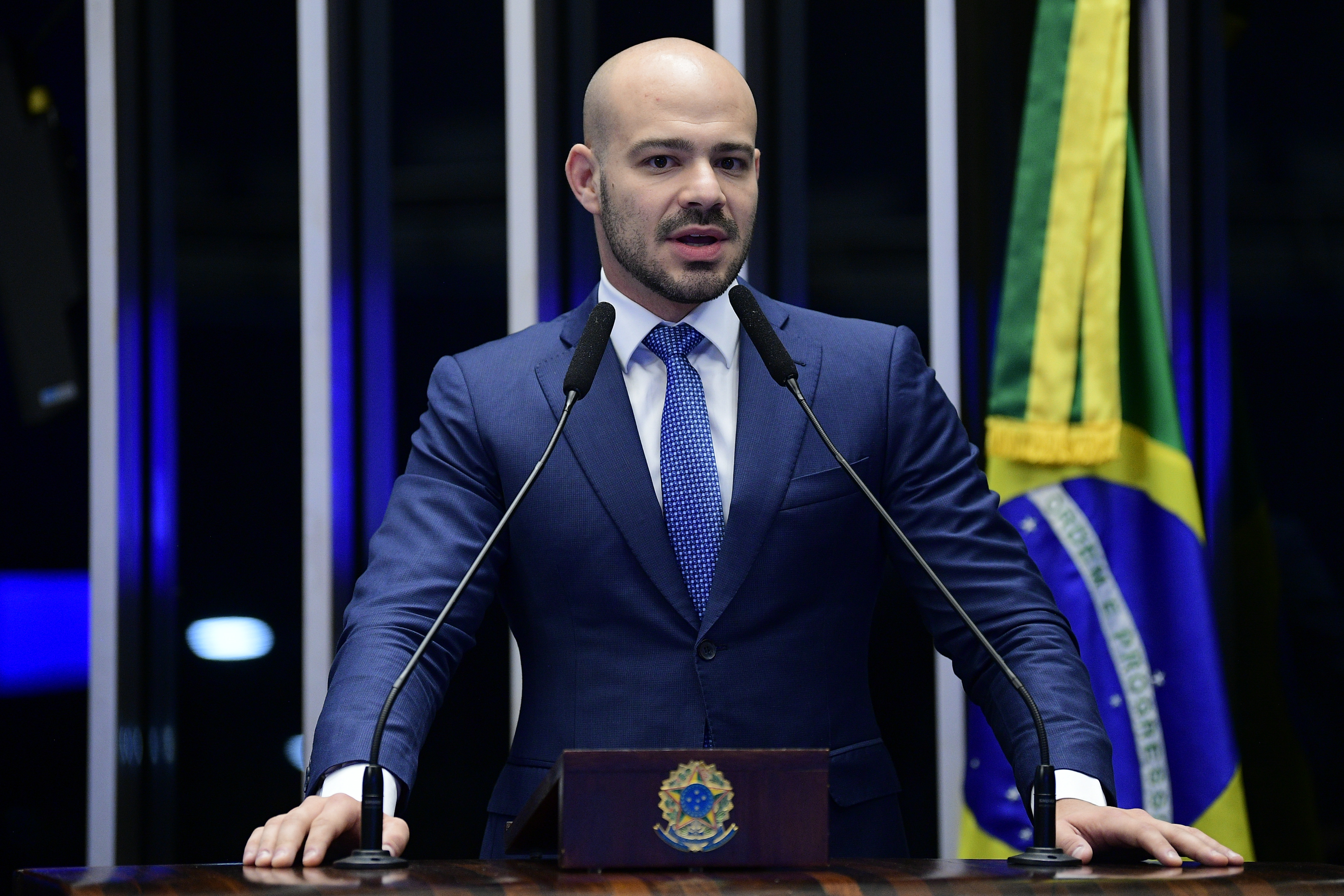
André Lajst na sessão especial no penário do Senado Federal - Dia Holocausto e do Heroísmo

Tem sido fonte de diversos meios de comunicação do Brasil, entre os quais Revista Veja, Globo News, Folha de S. Paulo, CNN Brasil, Jovem Pan, Gazeta do Povo, O Estado de Minas, O Estado de São Paulo, e veículos da imprensa israelense, como Times of Israel, Channel 2, entre outros, sobre temas ligados ao Oriente Médio, terrorismo e contraterrorismo, processo de paz árabe-israelense e segurança nacional.
Atua como palestrante, em instituições públicas e privadas do Brasil, como a Universidade de São Paulo (USP), Fundação Getúlio Vargas (FGV), Escola Superior de Propaganda e Marketing (ESPM), Belas Artes, Casa do Saber, Fundação Escola de Sociologia e Política de São Paulo (FESPSP), Universidade Federal do Rio de Janeiro (UFRJ), Universidade Federal Fluminense (UFF), Universidade de Brasília (UnB), Universidade Federal de Viçosa (UFV), Universidade Federal do Amazonas, Instituto Federal Rio Grande, Universidade Federal do ABC (UFABC), São Judas Tadeu, entre outras.

## StandWithUs Brasil e Debate Público
Como presidente executivo da StandWithUs Brasil, Lajst tem se destacado especialmente desde o início do conflito entre Israel e Hamas. Ele tem utilizado suas redes sociais, que somam quase meio milhão de seguidores, para comentar sobre os desdobramentos da guerra na Faixa de Gaza e para criticar a diplomacia brasileira em relação ao conflito.

#### Protesto  na UFAM em 2023
Em setembro de 2023, Lajst foi alvo de protestos ao proferir uma palestra na Universidade Federal do Amazonas (Ufam) sobre empreendedorismo em Israel. O cientista político foi hostilizado por membros do Diretório Central dos Estudantes (DCE), que protestaram com cartazes e bandeiras da Palestina, acusando-o de apoiar o genocídio palestino. Lajst disse que as acusações eram difamatórias e incitadoras de ódio e anunciou que irá processar os estudantes que o acusaram de ser "nazista". 
André foi escoltado pela polícia para entrar e sair do evento em segurança, que apesar do tumulto, ocorreu conforme planejado.